# Martin Krnáč
Martin Krnáč (* 30. Januar 1985 in Bratislava) ist ein slowakischer Fußballtorhüter.

## Vereinskarriere
Krnáč spielte in seiner Jugend für Inter Bratislava. Den ersten Profivertrag bekam er auch bei Inter, wo er fünf Jahre spielte. Im Sommer 2009 wurde Inter vom FK Senica übernommen und auch Krnáč spielte im Herbst 2009 als Torwart Nummer zwei für Senica. Er ging im Februar 2010 zum MŠK Žilina als Ersatz für Dušan Perniš, der zu Dundee United wechselte. Krnáč bekam einen Drei-Jahres-Vertrag. Nach fünf Jahren und 62 Ligaspielen für Zilina wechselte er im Sommer 2015 zum Ligakonkurrenten ŠK Slovan Bratislava.